# Cementiri de Cervera
El Cementiri de Cervera és una obra de Cervera (Segarra) protegida com a Bé Cultural d'Interès Local.

## Descripció
Recinte ubicat als afores del municipi, entre el camí de la Cardosa a Cervera i la carretera L-303. L'accés al cementiri es fa des d'un camí asfaltat delimitat per un mur de contenció, fet de paredat rústic, on trobem pins i xiprers a banda i banda. Al final d'aquest tram, hi ha una esplanada de secció rectangular, asfaltada i que s'utilitza com a aparcament. El cementiri està delimitat per un mur que al seu torn, el protegeix. El paredat té quatre metres d'alçada i es caracteritza per un espaiós frontis de pedra picada rematat amb una arcada ogival i, en els primers temps de la seva construcció hi havia al centre d'aquesta cornisa un basament que sostenia un element prou simbòlic com era una piràmide, la qual consta que es va desplomar i es va posar al seu lloc una creu de ferro d'aproximadament dos metres d'alçada, la qual durant els esdeveniments de l'any 1936 va ser arrencada. Als costats i coronant les parets laterals que queden unides a aquesta porta d'accés, hi ha dues escultures de pedra de mig cos que representen Adam i Eva.
El cementiri consta d'un primer espai rectangular, el més antic, i una ampliació posterior amb forma cònica. Tot el perímetre està cobert per fileres de nínxols i als patis i destaquen alguns panteons de les famílies més destacades del municipi. En línies generals, conserva un bon nombre d'antigues làpides, entre les quals hi ha interessants epitafis i inscripcions.

## Història
L'antic emplaçament del cementiri de Cervera era vora l'església parroquial, en l'indret conegut com la plaça del Fossar. Va ser la reial ordre de 1775, promulgada per Carles III i que instava a treure els cementiris als afores de les poblacions per qüestió de salubritat, la que va despertar la consciència de la necessitat d'un nou emplaçament per al fossar. Però també n'hi havia d'altres, com el de Sant Joan de Jerusalem, ubicat al carreró de Sabater, o el de Sant Antoni, ubicat a l'indret de la residència dels pare claretians (avui edifici del consell comarcal).
Però la motivació definitiva vingué de la mà de la guerra del Francès, l'any 1808, quan el desbordant nombre de cadàvers que ocasionà a cercar un nou emplaçament per tal de poder-los sebollir. Aquest cementiri improvisat es va fer en un terreny cedit per Joan Gumà, on hi havia fundat una capellania que pertanyia a la capella de Santa Anna. Aquell indret, on s'hi ubicà una creu en record de tots els difunts va començar a ser conegut com el camposanto, esdevenint un lloc de visites habituals, fins al punt que mossèn Felip Minguell hi instituí un via crucis o processó cada divendres Sant. Tot això va desembocar en el fet, que finalment, el 1814 es determinés la construcció d'un nou cementiri en aquell emplaçament, conegut com el Pou d'en Osca o de la Mova. Aquest primer cementiri fou construït pel mestre d'obres Francisco Borbonet, tal com resa la làpida del nínxol on està enterrat, juntament amb la seva família. Cal assenyalar que amb el terreny utilitzat l'any 1808 no n'hi havia prou, per la qual cosa es va incorporar una part d'una finca que era propietat de Maria Antònia Foix i Miró.
D'aquesta manera, podem afirmar que la construcció del cementiri es produeix en dues fases. La primera a mitjan segle xix, de planta rectangular, i la segona ampliació, de planta trapezoidal, iniciada a la dècada dels 40, adaptada a l'orografia del terreny.
(Text procedent del POUM)